# Litholepis sonorensis
Litholepis, monotipski rod crvenih algi iz porodice Corallinaceae. Rod taksonomski nije priznat (smatra se sinonimom za Titanoderma) i sve vrste osim L. sonorensis prebačene su u druge rodove: Lithoporella, Lithothamnion, Lithophyllum, Titanoderma, Melobesia i Fosliella.
Vrsta Litholepis sonorensis E.Y.Dawson, morska je alga uz pacifičku obalu Meksika.